# Joe Hickerson
Joe Hickerson (* 20. Oktober 1935 in Lake Forest (Illinois)) ist ein US-amerikanischer Folksänger und -forscher.

## Biografie
Geboren in Lake Forest bei Chicago, wuchs Hickerson mit seinem ein Jahr älteren Bruder in New Jersey und Connecticut auf. Ihre Mutter sang mit ihnen Folksongs; sie spielte Klavier und Ukulele. Hickerson sang als Jugendlicher im Kirchenchor. Später hatte er Gitarrenunterricht.
Während seiner Zeit am Oberlin College 1953–57 trat Hickerson mit sieben Kommilitonen unter dem Namen „The Folksmiths“ auf. An der Indiana University Bloomington erwarb er einen Master in Folklore. Als Student hatte er ein Radioprogramm, in dem er Folkmusik präsentierte, und trat als Folksänger auf. In dieser Zeit schrieb Hickerson zwei zusätzliche Strophen zu Pete Seegers Lied Where Have All the Flowers Gone?.
Ab 1963 arbeitete Hickerson 35 Jahre lang für das American Folklife Center der Library of Congress, zuletzt als dessen Direktor.